# Юкляєвських Іван Іванович
Іван Іванович Юкляєвських (13 жовтня 1923, Іваніщевське — 1992) — український майстер декоративно-ужиткового мистецтва і живописець; член Спілки радянських художників України з 1960 року.

## Біографія
Народився 13 жовтня 1923 року в селі Іваніщевському (тепер присілок у складі Шадрінського району Курганської області, Росія). 1950 року закінчив Алма-Атинське художнє училище, у 1956 році — Львівський інститут прикладного та декоративного мистецтва (викладачі Н. Віллєр, В. Підгірний).
З 1956 року працював у Львівському відділенні Художнього фонду України; у 1971 році переведений до Миколаєва, де працював у художньо-виробничих майстернях. Мешкав у Миколаєві в будинку на проспекті Леніна № 96, квартира № 16. Помер у 1992 році.

## Творчість
Працював в галузі декоративного мистецтва (інкрустація деревини) та станкового живопису. Серед робіт:
- «За мир і дружбу» (1960);
- «Гуцульська пара» (1962);
- панно «Катерина» (1964);
- триптихи
  - «Микола Шугай» (1965);
  - «Етапи великого шляху» (1967).

Брав участь у всеукраїнських виставках з 1957 року.